# دلم (بلژیک)
شهر دلم (به فرانسوی: Dalhem) در شهرستان لیئژ در استان لیئژ در منطقه فدرال والوون در کشور بلژیک واقع شده‌است.